# Micarea misella
Micarea misella är en lavart som först beskrevs av William Nylander och som fick sitt nu gällande namn av Teodor Hedlund. 
Micarea misella ingår i släktet Micarea och familjen Pilocarpaceae. Arten är reproducerande i Sverige. Inga underarter finns listade i Catalogue of Life.